# 拉帕鲁基亚勒
拉帕鲁基亚勒（法語：Laparrouquial，法語發音：[lapaʁukjal]）是法国奧克西塔尼大區塔恩省的一个市镇，位于该省北部，属于阿尔比区。

## 地理
拉帕鲁基亚勒（44°6'42"N, 2°1'32"E）面积8.43 平方千米，位于法国奧克西塔尼大區塔恩省，该省份为法国南部内陆省份，北起顺时针与阿韦龙省、埃罗省、奥德省、上加龙省和塔恩-加龙省接壤。
与拉帕鲁基亚勒接壤的市镇（或旧市镇、城区）包括：拉卡佩勒塞加拉尔、圣克里斯托夫、圣马塞尔-康普、圣马丹拉盖皮、勒塞居尔。

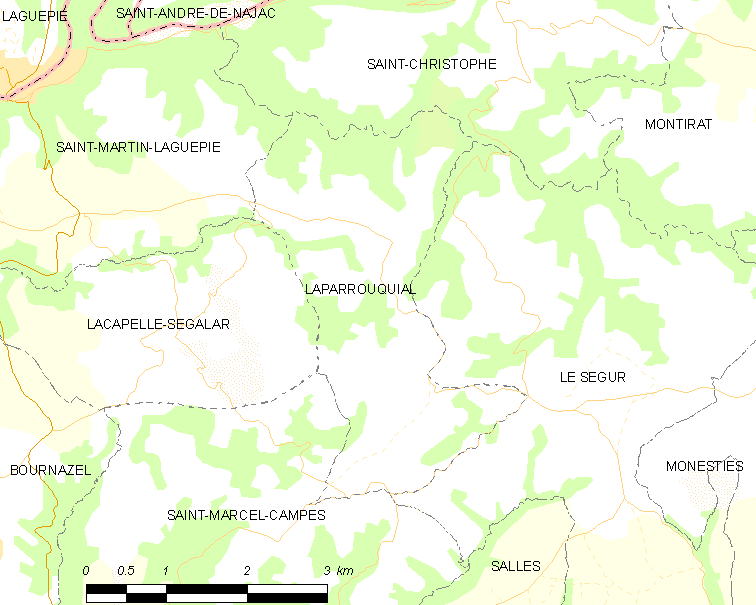
拉帕鲁基亚勒的OSM定位图

拉帕鲁基亚勒的时区为UTC+01:00、UTC+02:00（夏令时）。

## 行政
拉帕鲁基亚勒的邮政编码为81640，INSEE市镇编码为81135。

## 政治
拉帕鲁基亚勒所属的省级选区为卡尔莫第二县。

## 人口

1962-2008年间拉帕鲁基亚勒人口变化图示

拉帕鲁基亚勒于2022年1月1日时的人口数量为93人。